# Свищёв, Кирилл Максимович
Кирилл Максимович Свищёв (род. 30 июля 2005, Нижневартовск, Тюменская область) — российский хоккеист, нападающий. Мастер спорта России (2025).

## Биография
Родился в Нижневартовске, занимался в местном хоккейном клубе «Филин», играл на год старше. В 2015 году перешёл в ханты-мансийскую «Югру», в сезоне 2021/22 дебютировал в команде МХЛ «Мамонты Югры». В начале следующего сезона провёл также пять игр за «Югру» в ВХЛ, но был обменян в челябинский «Трактор» и завершал сезон в команде МХЛ «Белые медведи». Летом 2023 года был обменян в нижегородское «Торпедо», 8 ноября дебютировал в КХЛ.